# Ekliptika
Ekliptika (grč. ἐϰλεıπτıϰός: koji pripada pomrčini Sunca ili Mjeseca) je velika kružnica na nebeskoj sferi kojom putuje Sunce tijekom godine. Nazvana je po tome što do pomrčina (eklipsa) može doći samo onda kada je Mjesec u njezinoj blizini. Nagnuta je pod kutom od 23°27′ prema nebeskom ekvatoru, koji siječe u proljetnoj točki i jesenskoj točki (proljetna ravnodnevica oko 21. ožujka i jesenska ravnodnevica oko 23. rujna). Najdalje od nebeskog ekvatora, Sunce se nalazi u ljetnoj i zimskoj točki (ljetni suncostaj oko 22. lipnja i zimski suncostaj 22. prosinca). Prolazi kroz zviježđa zodijaka. Ekliptika je i ravnina kojom zemlja (preciznije centar masa ili baricentar sustava Zemlja-Mjesec) obilazi oko Sunca. Planeti i Mjesec gibaju se u ravninama koje su vrlo malo nagnute prema ekliptici, pa se uvijek nalaze u njezinoj blizini, inklinacija planetoida može biti veća, a kometi se pojavljuju u svim ravninama koje mogu biti i okomite na ekliptiku. Ekliptika je osnovna ravnina ekliptičkoga koordinatnoga sustava.
Neposredne astronomske posljedice Zemljinog obilaska oko Sunca (revolucije Zemlje) jesu prividno gibanje Sunca (godišnje gibanje Sunca) i godišnja promjena noćnog neba. Promatrajući Sunce, projiciramo ga u neko područje neba (nebeska sfera); na primjer 23. rujna Sunce vidimo u zviježđu Djevice. Spojnica povučena od Zemlje do Sunca prema nebeskoj sferi stalno se zakreće u toku našeg gibanja. Slika Sunca na nebu "neprestano bježi", i to također u smislu vrtnje desnog vijka. Kružnica kojom se Sunce prividno giba među zvijezdama zove se ekliptika. Gibanje Sunca odvija se ekliptikom od zapada prema istoku, što je upravo suprotno smjeru dnevnoga gibanja nebeske sfere! Gibanje Sunca među zvijezdama je optička varka, nastala promatranjem Sunca s pokretne Zemlje. Zviježđa kroz koja Sunce na taj način "prolazi" zovu se zviježđima zodijaka ili životinjskog pojasa. Kako puni kut (360°) ima otprilike isto toliko stupnjava koliko u godini ima dana, Sunce će ekliptikom u jednom danu prelaziti oko 1°. 
Sunce se giba među zvijezdama koje se nalaze na dnevnoj strani nebeske sfere, no to njegovo relativno pomicanje izravno ne zapažamo. Zato ćemo na noćnoj strani vidjeti da se zvijezde smjenjuju iz dana u dan, od mjeseca do mjeseca. Mijenja se vidljivo područje noćnog neba. Budući da se spojnica od Sunca do Zemlje prema nebeskoj sferi zakreće na istok, novo će nam zvjezdano područje nicati na istočnom obzoru. Zaključujemo da se godišnje gibanje neba odvija od istoka prema zapadu, isto kao i dnevno gibanje neba, a suprotno od godišnjeg gibanja Sunca među zvijezdama.

## Ekliptički koordinatni sustav
Ekliptički koordinatni sustav je vrsta nebeskog koordinatnog sustava na nebeskoj sferi koji služi za određivanje položaja nebeskih tijela s obzirom na ekliptiku. Ekliptička dužina (longituda) je kut na ravnini ekliptike od proljetne točke u smjeru godišnjega gibanja Sunca, tj. prema istoku od 0° do 360°. Ekliptička širina (latituda) kut je u ravnini okomitoj na ekliptiku, od ravnine ekliptike do nebeskoga tijela, od 0° do 90° prema sjevernom ili od 0° do –90° prema južnom ekliptičkom polu.

## Poveznice
- Sferna astronomija